# Ludwig Klages
Ludwig Klages de son nom complet Friedrich Konrad Eduard Wilhelm Ludwig Klages, né le 10 décembre 1872 à Hanovre, mort le 29 juillet 1956 à  Kilchberg, est un philosophe de la nature et de la vie allemand, un psychologue et le fondateur de la graphologie psychologique scientifique. Il effectua sa carrière entièrement en marge de l'Université.

## Biographie
Né à Hanovre, Klages étudie d'abord la physique et la chimie, puis la psychologie et la philosophie à Leipzig, Hanovre et Munich. Après avoir rencontré le sculpteur Hans-Busso von Busse, il fonde avec lui et Georg Meyer l’Association allemande de graphologie en 1894.
C’est à Munich qu’il rencontre également l’écrivain Karl Wolfskehl et le mystique Alfred Schuler (de), avec qui il forme, en y insérant l’écrivain Ludwig Derleth, un groupe connu comme le Cercle cosmique de Munich, auquel on associe parfois le poète Stefan George. Klages écrivit d’ailleurs un livre élogieux sur la poésie de George en 1902. C’est au sein de ce groupe qu’il aborde certains des thèmes qu’il reprendra et développera ultérieurement, comme la critique du monde moderne, essentiellement inspirée par le romantisme allemand du XIXe siècle et des auteurs comme Nietzsche, Bergson et, surtout, d’après Wolfskehl, Johann Jakob Bachofen (1815-1887), un anthropologue suisse connu pour ses travaux sur les sociétés matriarcales.

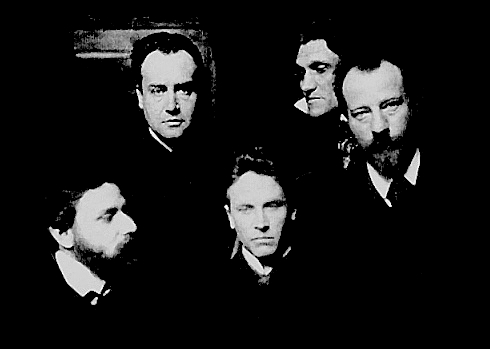
Les Cosmiques, Die Kosmiker (de gauche à droite) Karl Wolfskehl, Alfred Schuler, Ludwig Klages, Stefan George, Albert Verwey.

En 1914, Klages se rend en Suisse où il subvient à ses besoins grâce aux revenus de ses écrits et de ses conférences. Il ne retourne en Allemagne que dans les années 1920, où on lui accorde en 1932 la médaille Goethe pour l’art et la science.
Il est attaqué en 1936 par les autorités nazies pour son manque de soutien, et une campagne de dénonciation violente est menée à son encontre par les journaux allemands en 1942, à l’occasion de son 70e anniversaire. Il sera au contraire honoré par le gouvernement d’après-guerre, spécialement pour ses 80 ans, en 1952.

Son œuvre a été abondamment commentée en Allemagne, où il a représenté une référence intellectuelle incontournable, notamment Benjamin ou Hermann Hesse, ou présente dans les œuvres de Robert Musil (le personnage de Meingast dans L'homme sans qualités) et Thomas Mann, sous des traits ambivalents. Cioran, dont il a été le maître, dira de lui : 

« Klages, avec l’aspect d’un pasteur protestant et un tempérament de condottiere, débordant, explosif, volubile et prophétique, est l’homme le plus réalisé que j’ai rencontré jusqu’à présent. »

## Thèmes de l’œuvre
Klages créa une théorie complète de la graphologie à laquelle son nom reste attaché, tout comme les concepts de niveau de forme (Formniveau, qui reflète la force vitale du sujet), de rythme et l’interprétation de la bi-polarité.
À la suite de Nietzsche et Bergson, il anticipe la phénoménologie existentielle, et développe le concept de logocentrisme dans les années 1920.
Fortement marqué par la philosophie de la vie de Nietzsche (Lebensphilosophie), il porta cette dernière « à ses conclusions les plus extrêmes ». Sa pensée est principalement exposée dans L’Esprit comme antagoniste de l’âme (Geist als Widersacher der Seele), peut-être son œuvre la plus connue. Il remarque et soutient dans cette dernière que l’esprit et l’hyper-rationalisme parasitent le rythme naturel de la vie et de l’âme : c'est pourquoi Cuvillier, déplorant la place des idées de Klages en caractérologie, dénonce en lui un représentant du courant innéiste et « anti-intellectualiste allemand ».
Alors que le dualisme le plus courant oppose corps et esprit, Klages soutient une opposition fondamentale entre âme (plutôt que corps) et esprit. En effet, il envisage l’âme et le corps comme une unité polaire : «L’âme est le sens du corps, l’image du corps est l’apparence de l’âme.» Pour Klages, la capacité de faire l’expérience de soi et de s’exprimer constitue la réalité de la vie. La vie s’efforce de s’exprimer, crée l’expression et par conséquent l’interprétation de l’expression doit être comprise comme une découverte de l’essence. En revanche, l’esprit rationaliste, privé de vie, qui isole les éléments de la réalité expérientielle, les saisit de manière abstraite et computationnelle, et a un effet destructeur sur la vie. Les humains ne doivent pas être considérés de manière unilatérale comme des êtres rationnels. Lorsque l’esprit devient indépendant et dominateur, il subjugue la vie et devient «volonté de puissance». La vision biocentrique s’oppose ici à la vision anthropocentrique. La pensée de Klages est en ceci inspirée par Nietzsche qui souligne l'hostilité de l'esprit à la vie.
Klages oppose ainsi l'esprit à la vie et présente l'être humain en conflit avec ces deux pôles. Pour lui le courant du Romantisme est un appel de la vie contre l'Esprit. Il prédit toutefois une victoire totale de l'Esprit qui risque de détruire la force vitale. Ces concepts furent violemment débattus dans l’entre-deux-guerres allemand et notamment autour de la révolution conservatrice et, à l’instar de l'opposition «culture/civilisation», difficile à rendre dans d’autres langues: en français, par exemple, l'antagonisme entre les deux termes est beaucoup moins marqué. Méconnu en dehors d’Allemagne et des autres pays germanophones, en partie parce que son style est difficile à traduire, sa philosophie a trouvé un écho au Japon.
Il est aussi l’un des principaux précurseurs des mouvements écologistes européens, notamment avec la conférence qu’il prononça au Haut-Meissner en 1913, conférence intitulée « L’homme et la terre », où il prophétise et dénonce l’extinction d’espèces animales, le pillage des ressources naturelles, les ravages du tourisme de masse, le progrès (« rien d’autre que la négation de la vie ») et la volonté de puissance de l’homme, principalement occidental. Ce texte fut redécouvert par les courants écologistes allemands, et notamment les Verts, au début des années 1980, et représente l'un des premiers manifestes du genre.
Lors de sa mort, le philosophe allemand Jürgen Habermas soutient que « les réalisations [de Klages] concernant l’anthropologie et la philosophie du langage » ne devaient pas « être cachées derrière le voile de sa métaphysique anti-intellectuelle et de sa philosophie apocalyptique de l’histoire ». Habermas caractérisa ces réalisations comme « non datées » et même en avance sur leur temps.
Son projet de jeunesse intitulé Hestia, « une métaphysique du paganisme », resté à l’état de fragment, a donné son nom aux annuaires publiés par la Société Klages (Klages-Gesellschaft) à Marbach am Neckar.

## Publications

### Traductions en français
- Expression du caractère dans l'écriture : techniques de la graphologie, Delachaux & Niestlé, Neuchatel, 1947 ; rééd. Dunod, Malakoff, 280 p., 1993  (ISBN 978-2708974432)
- Les Principes de la caractérologie, Paris, Félix Alcan, 263 p., 1930 ; rééd. Delachaux et Niestlé, Neuchâtel, 1950
- La Nature du rythme : pour comprendre la philosophie vitaliste allemande, préf. et trad. fr. Olivier Hanse, Paris, L’Harmattan, 2004  (ISBN 978-2747567206)
- De l'Éros cosmogonique, préf. et trad. fr. Ludwig Lehnen, Paris, L'Harmattan, 2008  (ISBN 978-2296069459)
- L'Homme et la Terre, trad. fr. Christophe Lucchese, préf. Gilbert Merlio, R&N Éditions, 64 p., 2017  (ISBN 979-10-96562-05-3)